# شجرة الظل
شجرة الظل هي شجرة كبيرة دورها الأساسي هو توفير الظل في البيئة المحيطة بسبب انتشار مظلة وتاج، حيث قد تعطي المأوى من أشعة الشمس في حرارة الصيف للأشخاص الذين يبحثون عن الاحتياجات الترفيهية في الحدائق الحضرية

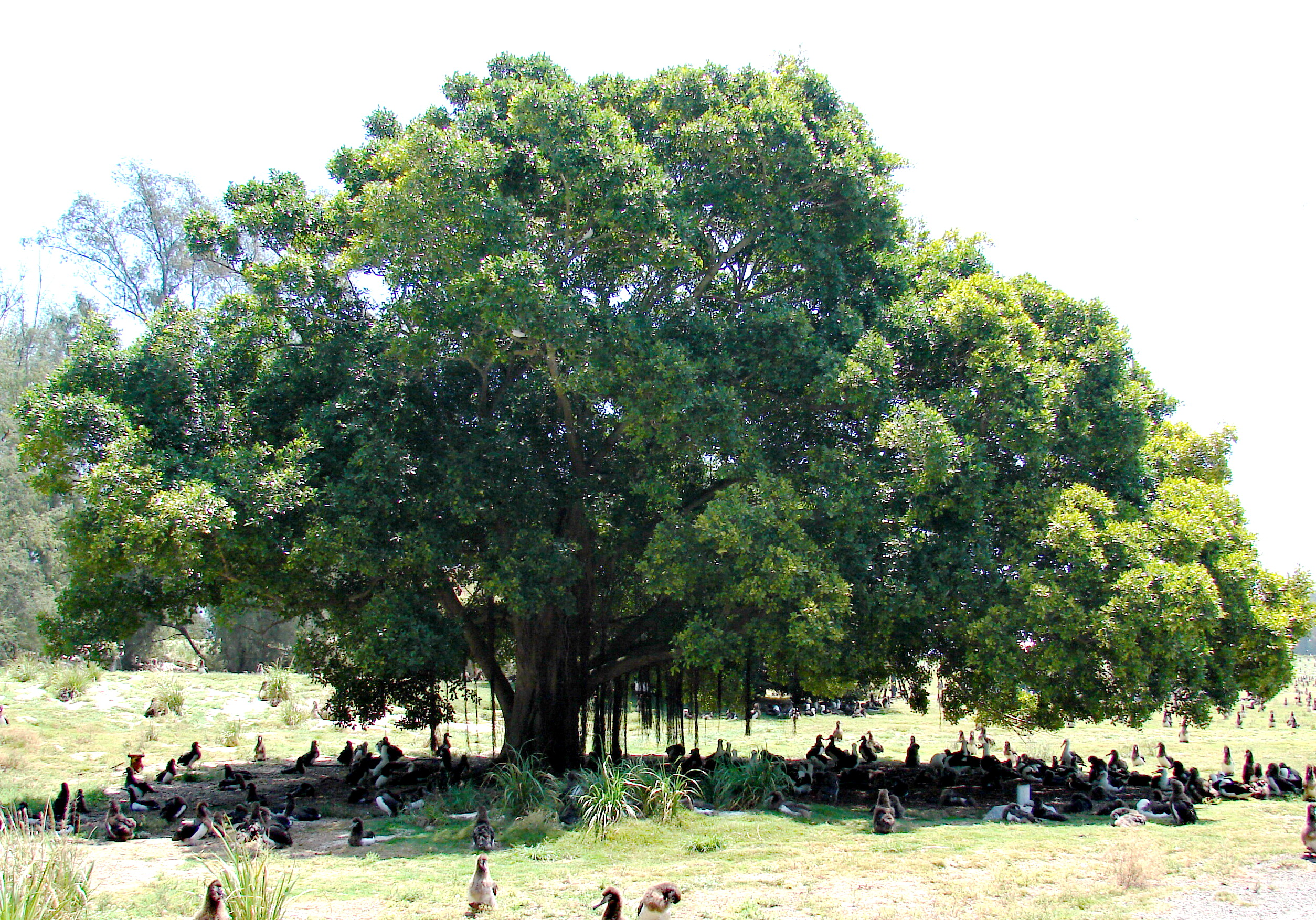
مجموعة من طيور القطرس لايزان يستريح تحت مظلة التين، شجرة الظل المشتركة في أجزاء كثيرة من العالم.

وساحات المنزل، وبالتالي، أيضا حمايتهم من أشعة الشمس الضارة والأشعة فوق البنفسجية. لذلك، يمكن زراعة بعض أشجار الظل خصيصًا لراحة السكان بسبب مأواهم المناسب.
وعلاوة على ذلك، أشجار الظل هي أيضا فعالة في الحد من الطاقة المستخدمة في تبريد المنازل.

## أشجار الظل الشعبية
بعض أشجار الظل الأكثر شيوعًا في البلدان المعتدلة هي أشجار البلوط، وأشجار الطائرة، والصفصاف، والتوت، والزان، والقيقب والرماد، والزيزفون، والدردار. في البلدان شبه الاستوائية مثل أستراليا والهند، يعتبر التين خيارات شائعة كأشجار الظل. في البلدان الاستوائية، غالبًا ما تزرع أشجار مثل بعض أنواع شجرة الإريثرينا والأنواع الأفريقية من شجرة التوليب كأشجار الظل.
الأنواع
عادة ما تزرع هذه الأشجار و / أو تُستخدم كأشجار ظل نظرًا لحجمها البارز:

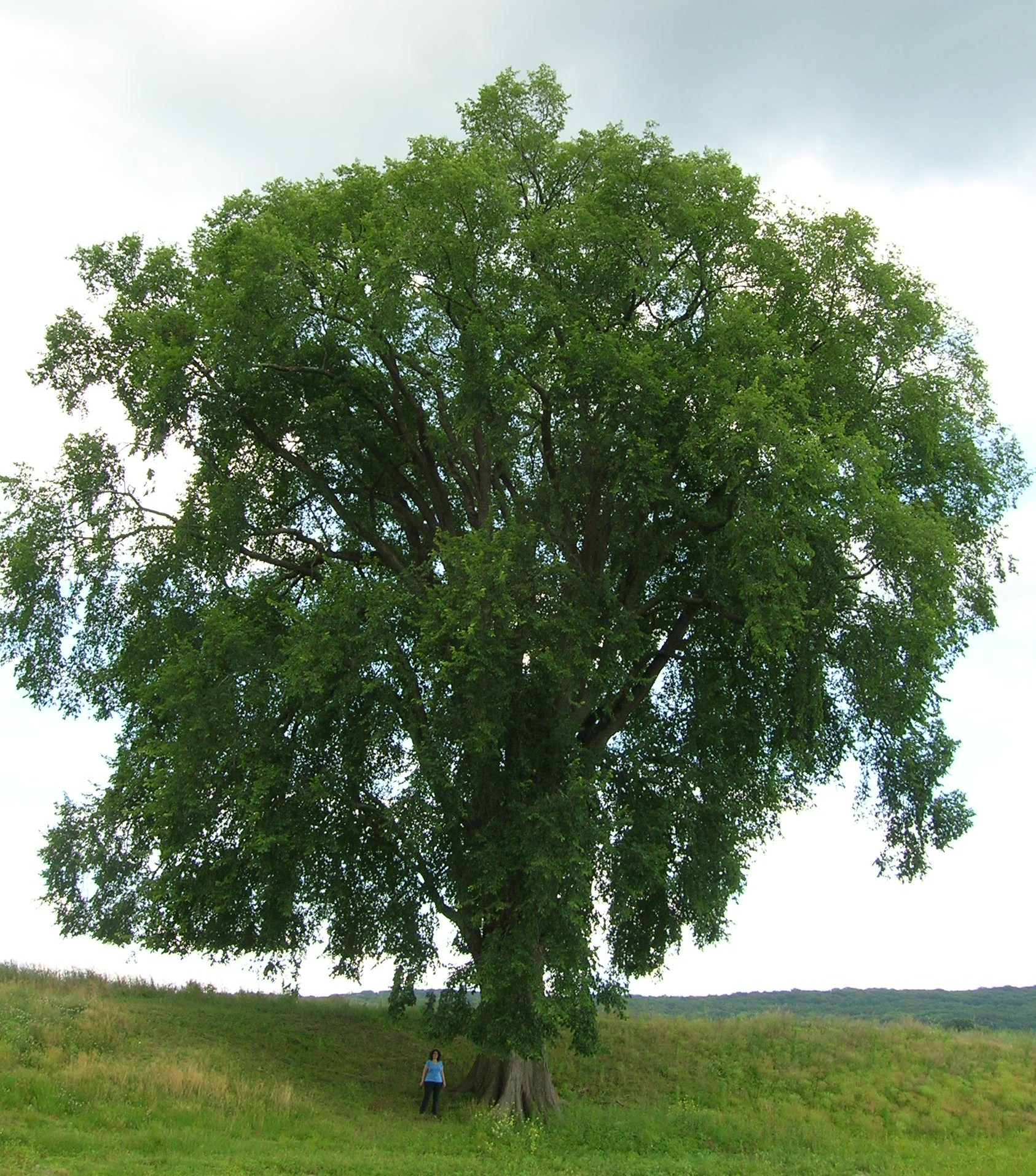
شجرة دردار توفر الظل.

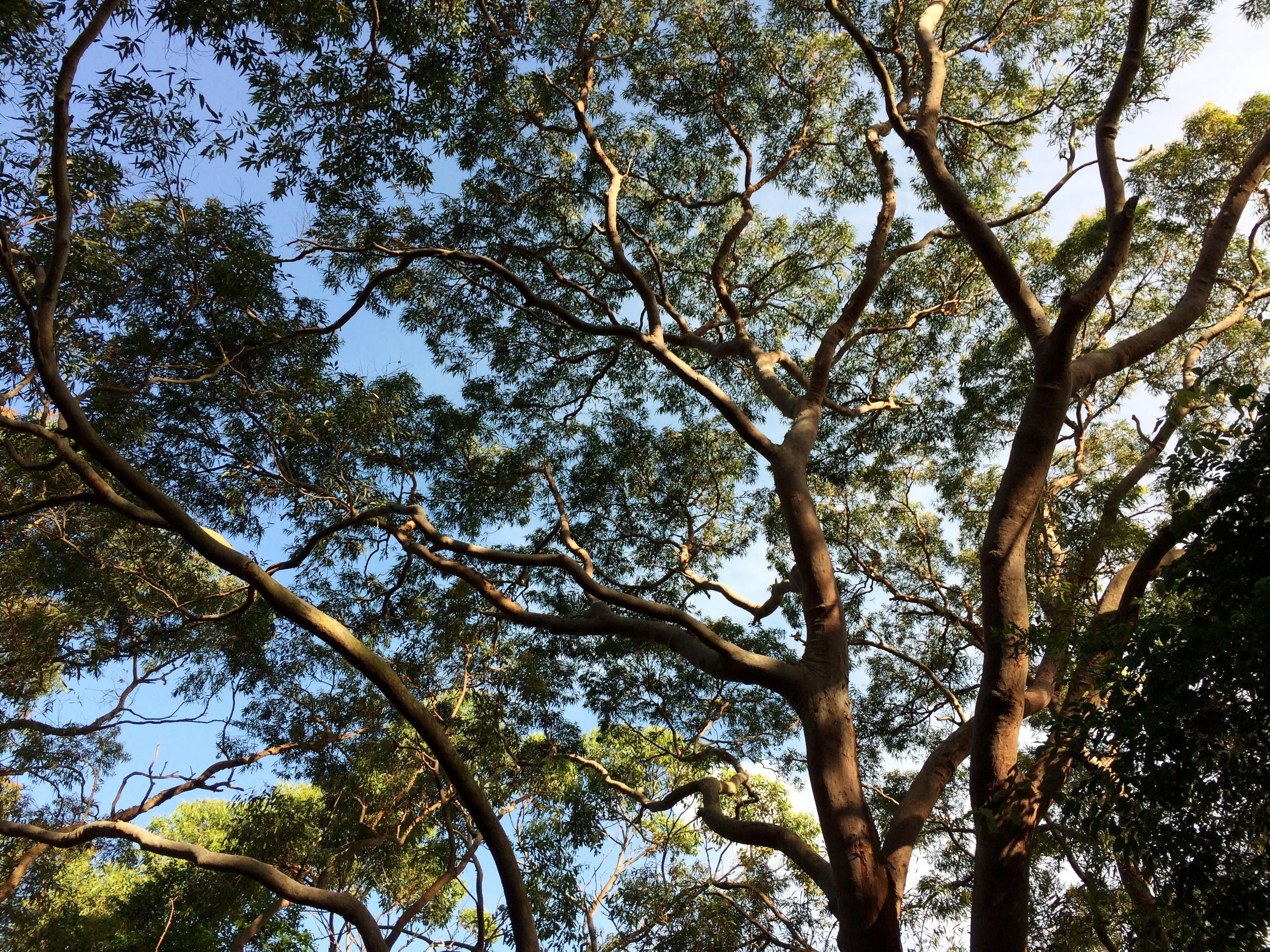
عادة التواء الأنغوفوراس توفر ظلًا جيدًا.

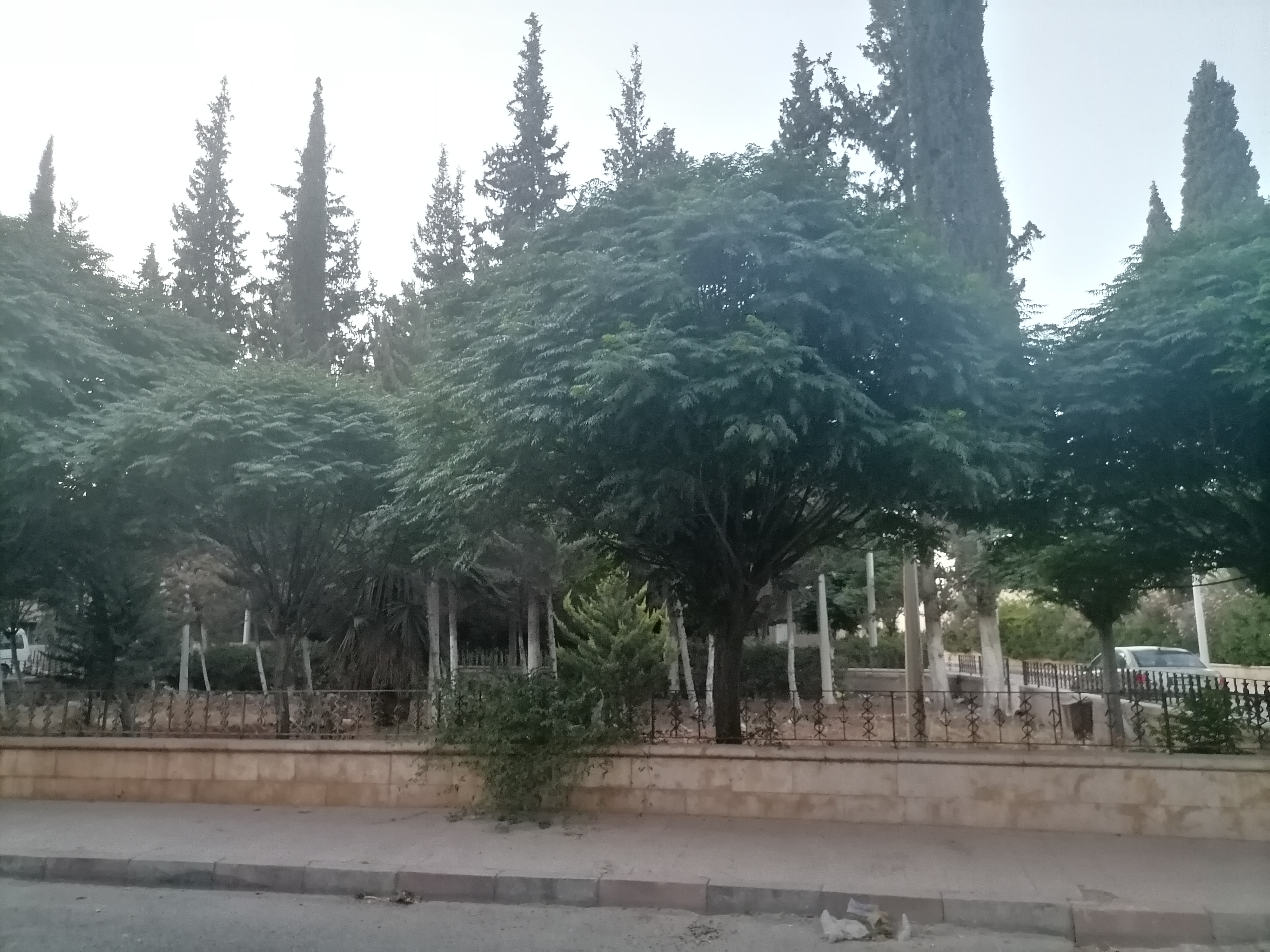
شجرة ظل في حديقة بمدينة حماة,سوريا

- الرماد الأمريكي
- الدردار الأمريكي
- سيكمور أمريكي
- البلوط النمساوي
- شجرة بانيان
- الجوز الأسود
- بلو جاكاراندا
- لوريل كامبور
- كيب تشيستون
- شجرة الخروب
- الدرم الصيني
- شجرة المرجان الساحليةشجرة ظل في حديقة بمدينة حماة,سوريا
- الزان الأوروبي
- العسل الجراد
- الرماد الذهبي
- شجرة المطر الذهبي
- هولم البلوط
- هوبا أودوراتا
- التين هيل البكاء
- هنديّة حصان كستناء
- الدرم الياباني
- طائرة لندن
- موريتون خليج التين
- النرويج القيقب
- طائرة شرقية
- بلوط فلسطين
- شجرة الفلفل
- بورت جاكسون فيج
- القيقب الأحمر
- رويال بوينسيانا
- التفاح الخام النباح
- القرمزي البلوط
- شجرة الباحث
- الفضة ليندن
- شومارد أوك
- التين الصغيرة المُرْكَرَة
- البلوط الحي الجنوبي
- مستنقع البلوط الإسبانية
- علكة حلوة
- التين سيكامور
- القيقب سيكامور
- سيدني الصمغ الأحمر
- توليبوود
- أبيض الريش العسل
- مربع أصفر

## زراعة

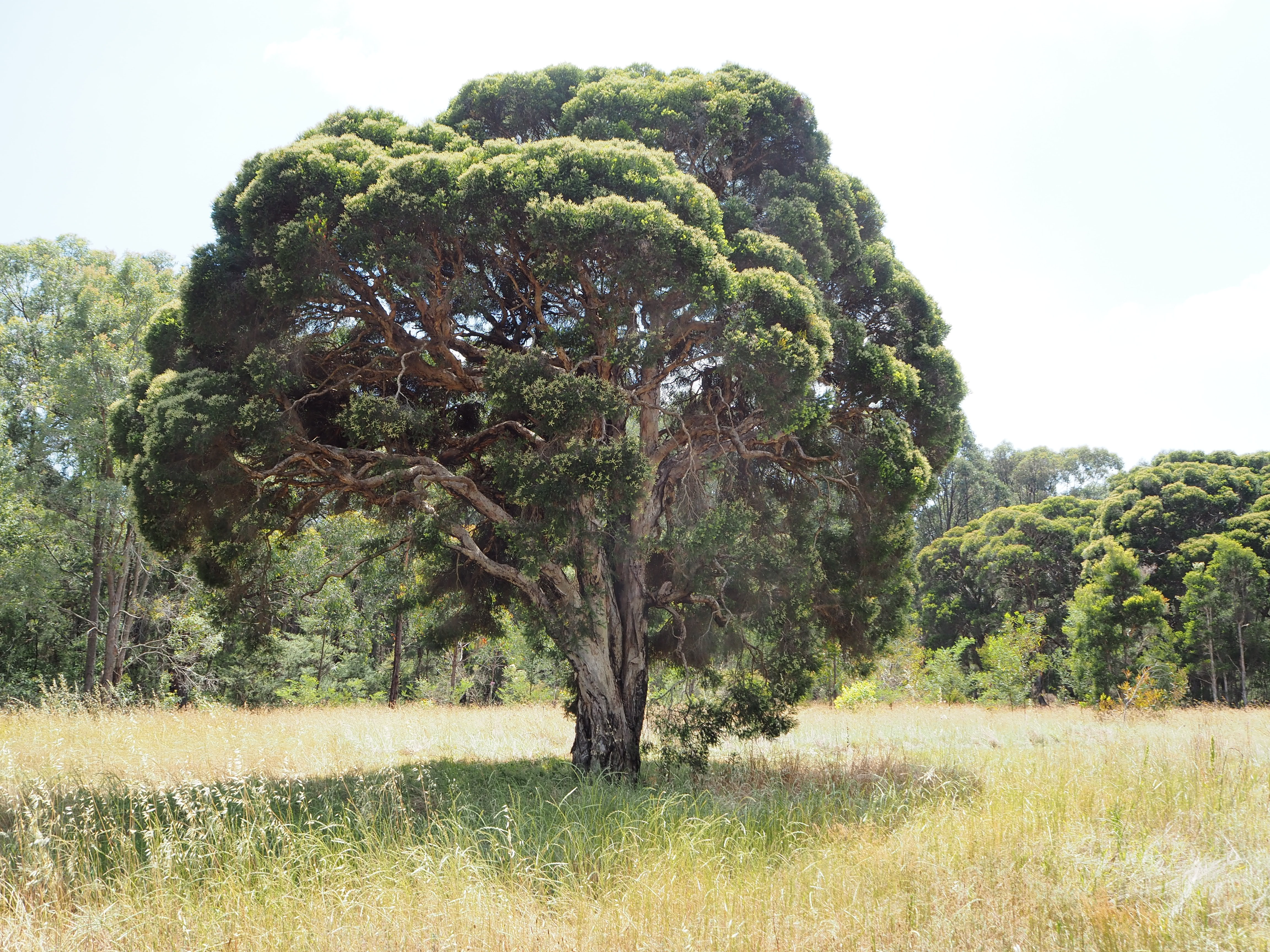
تحتوي أشجار Paperbark على مظلة كبيرة ، توفر ظلًا مناسبًا

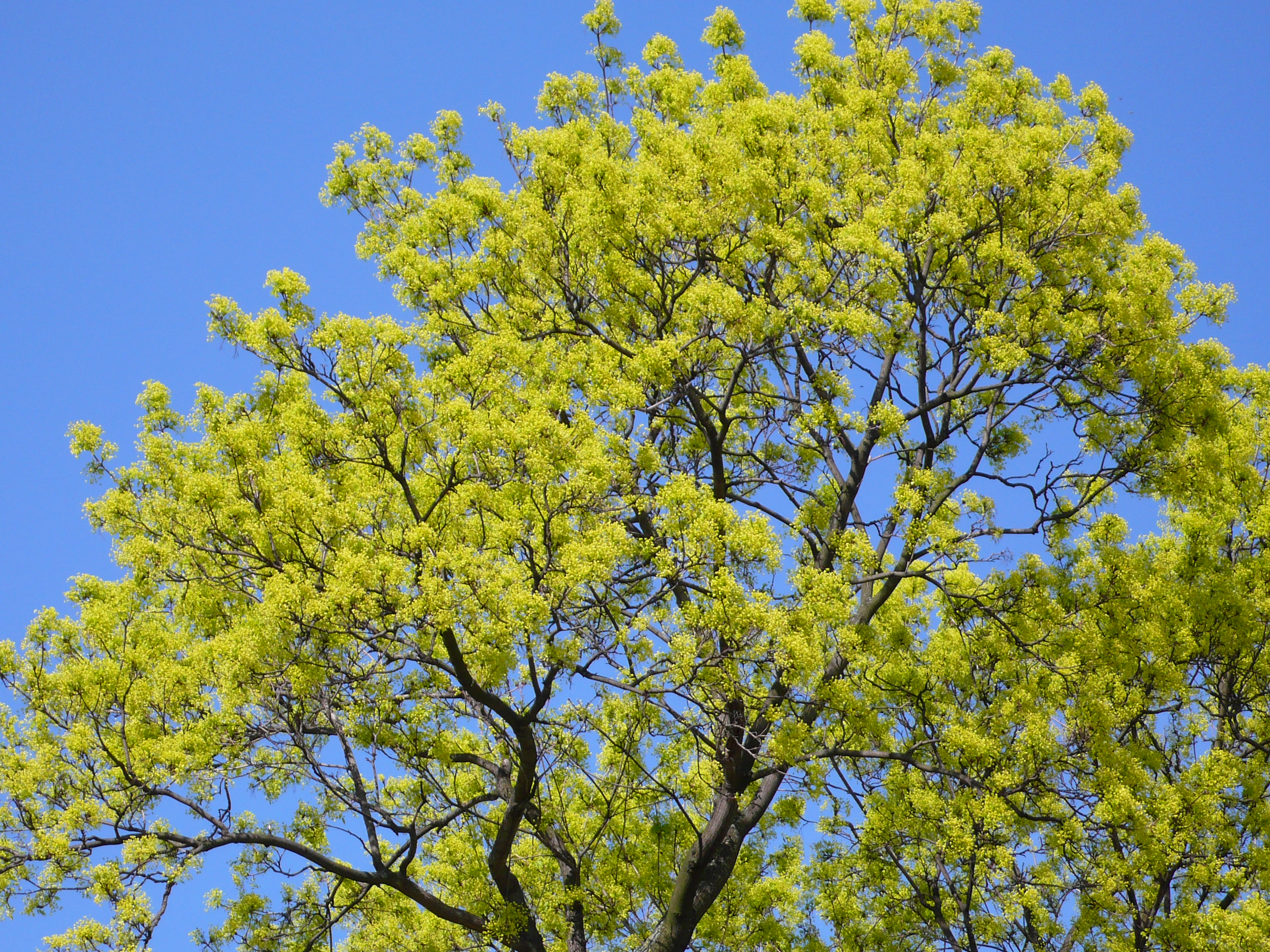
تم تقديم القيقب النرويجي لأمريكا الشمالية في أوروبا وغرب آسيا، إلى أمريكا الشمالية في منتصف القرن الثامن عشر كشجرة ظل ، حيث أصبحت منذ ذلك الحين طبيعية.

هناك بعض العوامل التي يجب مراعاتها عند اختيار شجرة الظل: التساقط، التغطية، طول العمر، وقدرة الجذور على تلف الأسس. يمكن أن تعزز أشجار الظل خصوصية الحديقة أو الفناء أو الفناء الخلفي، من خلال عرقلة وجهة نظر الغرباء. ومن المساوئ أن في المناخات
الباردة، وفرة من أشجار الظل قد يؤدي إلى بيئة راكدة في أي مبان أو حدائق قريبة. يجب عدم زراعة أشجار الظل بالقرب من المداخن حيث يمكن أن تشعل شرارات النار الطائرة أغصان الأشجار التي يمكن أن تسبب حرائق سريعة التوسع.
زراعة أشجار الظل حول المنزل يمكن أن تقلل أيضا من الطاقة التي تستخدم أصحاب المنازل في أشهر الصيف. زراعة أشجار الظل في مواقع بالقرب من مكيف الهواء المنزلي يمكن أن تبقي برودة مكيف الهواء مما

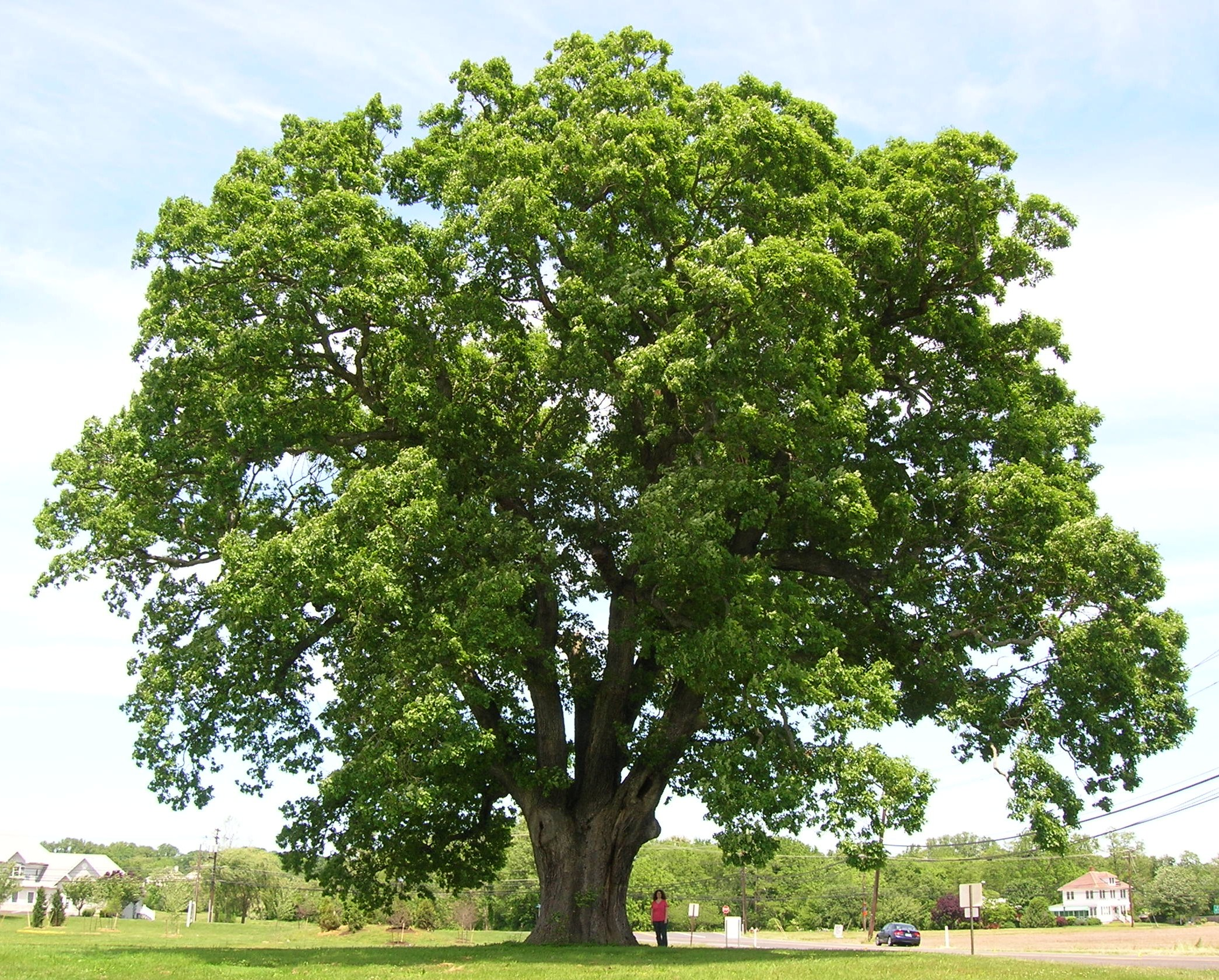
السنديان هي أشجار الظل الشائعة.

يساعد على تشغيله بشكل أكثر كفاءة، لذلك يتم استخدام طاقة أقل.